# Oursin diadème de Méditerranée
Centrostephanus longispinus
Espèce
L'oursin diadème de Méditerranée (Centrostephanus longispinus) est une espèce protégée d'échinoderme présente partout en Méditerranée (Adriatique comprise).

## Description
À l'instar de ses cousins Diadema, ce sont des oursins au test (coquille) relativement petit (6 cm de diamètre environ), mais pourvus de piquants fins et particulièrement longs, pouvant dépasser 10 cm. Ceux-ci sont montés sur de gros tubercules proéminents, qui leur confèrent une grande mobilité. Ils sont annelés de crème et de violet chez les jeunes individus, et perdent progressivement leurs anneaux pour devenir de plus en plus foncés avec l'âge (généralement brun sombre et presque noir). Le sommet du test (l'« apex » de la « face aborale ») est dépourvu de longs piquants (mais comporte des piquants courts appelés « radioles secondaires »), mais on y distingue de petits « radioles claviformes » courts, d'un rose brillant et tournant comme des aiguilles d'horloge, disposés autour du périprocte (appareil excréteur). Leur fonction est inconnue. 

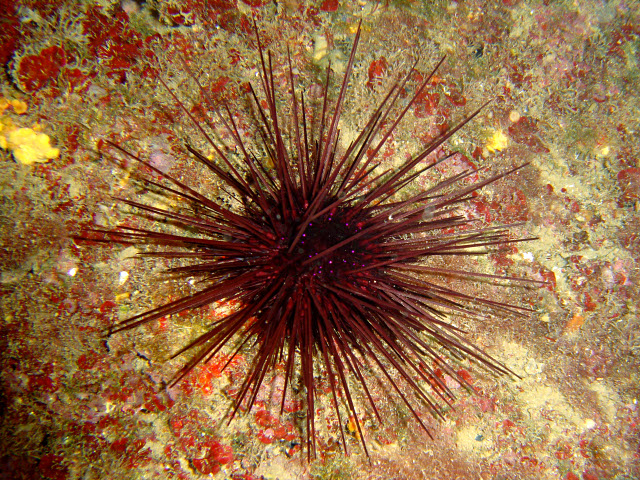
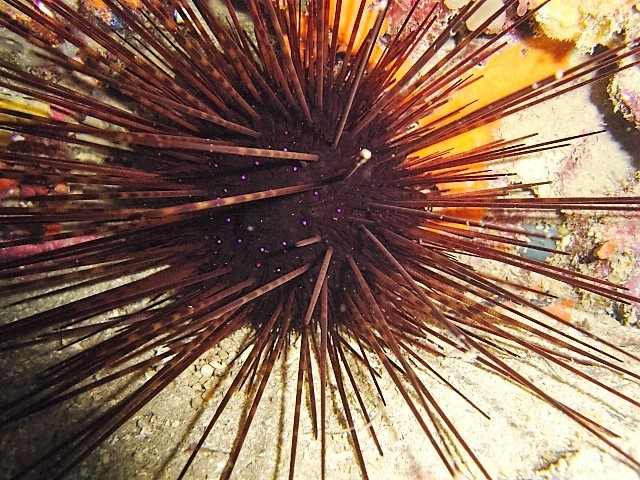
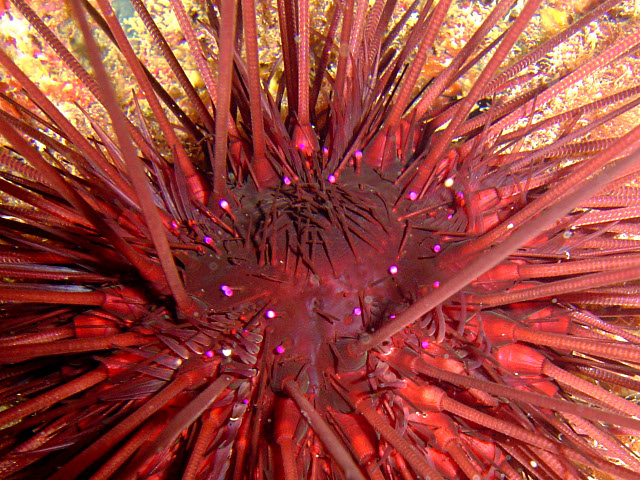

Il peut être confondu avec son cousin Diadema setosum, occasionnellement présent en méditerranée orientale ; cependant ce dernier est plus gros, plus noir, vit plus proche de la surface et porte sur le test des points blancs et un sac anal ourlé d'orange très caractéristiques.

## Habitat et répartition
On le trouve sur les plateaux continentaux des deux côtés de l'Atlantique et en Méditerranée. Il préfère les eaux chaudes, de ce fait il est plus commun dans la partie orientale de la Méditerranée. C'est une espèce sciaphile, c’est-à-dire qu’elle fuit une trop forte intensité lumineuse, on la trouve donc le plus souvent sur substrat dur, à partir de 15 ou 20 m et jusqu'à 200 m, dans les cavités et fentes rocheuses.

## Écologie et comportement
Ils se déplacent de nuit pour chercher leur nourriture (bryozoaires, débris d’éponges) qu’ils raclent sur la roche.
La reproduction, la nutrition et la biologie de cet oursin sont encore imparfaitement connues.

## Liste des sous-spèces
Selon World Register of Marine Species (27 avril 2014) :
- sous-espèce Centrostephanus longispinus longispinus (Philippi, 1845)
- sous-espèce Centrostephanus longispinus rubricingulus H.L. Clark, 1921

## L'oursin-diadème et l'Homme
Naturellement peu communs dans les eaux française, les oursins diadèmes existants étaient menacés par les prélèvements des plongeurs (pour la décoration), mais aussi par la capture accidentelle lors de chalutages et à cause de la baisse de la qualité des eaux (pollution). De ce fait, cet oursin a été classé comme espèce protégée par arrêté le 26 novembre 1992 et son ramassage est désormais interdit,. Il figure notamment à la Convention de Berne (Annexe 2), la Convention de Barcelone (Annexe 2) et la Directive Habitats-Faune-Flore (Annexe 4).

### Dans la littérature
Cet animal semblait déjà connu du philosophe et scientifique Aristote, qui le décrit vers -343 dans son Histoire des animaux : 

« On connaît aussi une dernière espèce qui est petite, mais qui a des pointes longues et dures. Cette espèce vient de la haute mer dans les eaux profondes, où la mer a encore plusieurs brasses ; et l'on s'en sert parfois comme d'un remède dans les stranguries. »

Il pourrait cependant aussi s'agir d'un cidaroida, comme Cidaris cidaris.